# Пукито, Гелий Александрович
Гелий Александрович Пукито (1931—2004) — советский военный лётчик. Герой Советского Союза (1975). Заслуженный лётчик-испытатель СССР (1981). Полковник (1970).

## Биография
Гелий Александрович Пукито родился 9 октября 1931 года в городе Великие Луки Западной области РСФСР СССР (ныне город, районный центр Псковской области Российской Федерации) в семье служащего Александра Макаровича Пукито. Белорус. В 1932 году семья Пукито переехала в Смоленск. Здесь Гелий Александрович в 1939 году пошёл в первый класс. Мирный уклад жизни семьи Пукито нарушила война. В июле 1941 года Александр Макарович ушёл на фронт, а его жена Мария Николаевна с сыном Гелием отправились в эвакуацию. С 1944 года Гелий Александрович с матерью жил в посёлке Новое Торбеево Ногинского района Московской области. Здесь он окончил школу-семилетку в 1946 году. Получив аттестат, Г. А. Пукито уехал в Москву и поступил в Московский строительный техникум. Во время учёбы в техникуме Гелий Александрович увлёкся воздухоплаванием и начал заниматься в 1-м Московском аэроклубе. Желание стать лётчиком взяло в нём верх, и после освоения программы аэроклуба в 1948 году Г. А. Пукито поступил в Качинское высшее военное авиационное училище лётчиков.
Военную службу лейтенант Г. А. Пукито начал в 1951 году лётчиком-инструктором Качинского ВВАУЛ. Через год его перевели на аналогичную должность в Черниговское высшее военное авиационное училище лётчиков, где он прослужил до 1967 года. За это время Гелий Александрович заочно окончил Московский авиационный институт. С 1967 года по 1988 год Г. А. Пукито — лётчик-испытатель Горьковского авиационного завода имени Серго Орджоникидзе. За годы службы на ГАЗиСО Гелий Александрович прошёл путь от лётчика отдела военной приёмки до начальника отдела лётных испытаний, участвовал в испытаниях сверхзвуковых самолётов МиГ-25, МиГ-31, МиГ-29УБ и их модификаций. За мужество и героизм, проявленные при испытании новой авиационной техники, указом Президиума Верховного Совета СССР от 3 апреля 1975 года полковнику Пукито Гелию Александровичу было присвоено звание Героя Советского Союза. В 1981 году Президиум Верховного Совета СССР присвоил полковнику Г. А. Пукито звание Заслуженного лётчика-испытателя СССР.
В 1988 году Гелий Александрович уволился в запас. Жил в городе Горьком (с 1990 года — Нижний Новгород). Работал лектором Всесоюзного общества «Знание». С начала 1990-х годов занимался бизнесом, был руководителем ряда коммерческих фирм. Последние годы жизни Гелий Александрович тяжело болел. Он умер 18 мая 2004 года. Похоронен в Нижнем Новгороде на кладбище Марьина роща.

## Награды и звания
- Медаль «Золотая Звезда» (03.04.1975);
- орден Ленина (03.04.1975);
- медали;
- Заслуженный лётчик-испытатель СССР (1981).